# Boulevard de l'Acadie
Le boulevard de l'Acadie est une artère principale du nord de Montréal.

## Situation et accès
Ce boulevard est long de 6,9 kilomètres et débute à l'intersection de la rue Beaumont tout près de la station Acadie du Métro de Montréal dans l'arrondissement Villeray–Saint-Michel–Parc-Extension à la limite de Ville Mont-Royal. Il se poursuit vers le nord pour se terminer à l'intersection du boulevard Gouin Ouest dans l'arrondissement Ahuntsic-Cartierville.

## Origine du nom
Le boulevard de l'Acadie a été nommé en 1956 pour commémorer la déportation des Acadiens en 1755 à l'occasion de son 200e anniversaire.